# Adolf Augustus Berle (Geistlicher)
Adolf Augustus Berle (auch A. A. Berle; * 24. Januar 1865 in St. Louis, Missouri; † 18. November 1960 in Boscawen, New Hampshire) war ein US-amerikanischer kongregationalistischer Geistlicher.

## Leben

### Familie und Ausbildung
Adolf Augustus Berle, Sohn des Protas Berle und der Elizabeth Cornelius Berle, widmete sich seit 1884 dem Studium der Theologie am Oberlin Theological Seminary in Oberlin im US-Bundesstaat Ohio, 1887 graduierte er zum Bachelor of Sacred Theology. Er setzte sein Studium seit 1889 an der Harvard University fort, 1891 erwarb er den akademischen Grad eines Bachelor of Arts sowie den eines Master of Arts. Auslandsstudien führten ihn an die Friedrich-Wilhelms-Universität nach Berlin, nach Paris und London.
Adolf Augustus Berle heiratete am 24. Dezember 1891 Mary Augusta Wright. Dieser Ehe entstammten die Kinder Lina Wright, Adolf Augustus junior, Miriam Blossom und Rudolf Protas. Er starb im Spätherbst 1960 im Alter von 95 Jahren. Seine letzte Ruhestätte fand er auf dem Muddy Brook Cemetery in Great Barrington im US-Bundesstaat Massachusetts.

### Beruflicher Werdegang
Adolf Augustus Berle wurde im Jahre 1887 für den seelsorgerischen Dienst in der Congregational Church ordiniert. Berle bekleidete im Anschluss Pastorenstellen von 1891 bis 1902 an der Brighton Church in Boston, von 1902 bis 1904 an der Union Park Church in Chicago, von 1904 bis 1908 an der Crombie St. Church in Salem im US-Bundesstaat Massachusetts sowie von 1908 bis 1911 an der Shawmut Church in Boston. 1911 folgte er einem Ruf als Woodbury Professor of Applied Christianity an das Tufts College, 1914 schied er aus.
Er fungierte darüber hinaus als Mitherausgeber der Bibliotheca Sacra in St. Louis, als Redner anlässlich des Municipal Independence Day in Boston im Jahre 1895, als Mitglied des Survey Committee der New York Public Schools im Jahre 1934 und als Dozent zu Bildungsthemen. Adolf Augustus Berle war aktiv in der Förderung einer sozialen Gesetzgebung.
Adolf Augustus Berle war Freimaurer sowie Mitglied des Harvard Club of New York. Der zum Ehrenmitglied der Philosophical Association gewählte Berle erhielt die Ehrendoktorwürden (Doctor of Divinity) des Yankton College im Jahre 1894 sowie die des Drury College im Jahre 1903.

## Publikationen
- Autor
- Modern interpretations of the gospel life. Pilgrim Press, Boston, 1899
- The school in the home; talks with parents and teachers on intensive child training. Moffat, Yard and Co., New York, 1912
- Christianity and the social rage. McBride, Nast & Company, New York, 1914
- Teaching in the home; a handbook for intensive fertilization of the child mind, for instructors of young children.  Moffat, Yard and Co., New York, 1915
- The world significance of a Jewish state. M. Kennerley, New York, 1918
- Herausgeber
- Berle's self culture, 10 volumes. Twentieth century self culture Association, Chicago, Ill., 1920
- Character Building. International University Society, London, St. Louis, New York, 1920